# 申用懋
申用懋（1560年—1638年），字敬中，號玄渚，直隸蘇州府長洲縣人，民籍，明朝政治人物。

## 生平
萬曆十年（1582年）壬午科順天鄉試第六名舉人，十一年（1583年）癸未科二甲第二十一名進士。兵部觀政，授刑部主事，十四年（1586年）改兵部車駕司主事，十八年（1590年）升兵部武庫司員外郎，二十年（1592年）養病，二十三年（1595年）改兵部職方司員外郎，二十四年（1596年）升郎中，二十五年（1597年）養病，二十九年（1601年）起復原職，三十年（1602年）以寧夏捷功，加五品京堂銜，管職方司事，三十一年（1603年）升太僕寺少卿，三十七年（1609年）回籍。
天啟二年（1622年）起復原職，三年（1623年）升南京太常寺卿，五年（1625年）任都察院右僉都御史、巡撫順天，忤魏忠賢被罷職，崇禎元年（1628年）起為兵部左侍郎，二年（1629年）升兵部尚書，同年致仕歸里，十一年（1638年）卒於家，贈太子太保。

## 家族
曾祖申乾，贈光祿大夫左柱國少保兼太子太保戶部尚書武英殿大學士；祖父申士章，贈光祿大夫左柱國少保兼太子太保戶部尚書武英殿大學士；父申時行，光祿大夫左柱國少師兼太子太師吏部尚書中極殿大學士。母吳氏（累封一品夫人）。重慶下。兄申兆虬。弟申用嘉，萬曆十年舉人。申用嘉子申紹芳，萬曆四十四年進士。